# Adriano Vasco Rodrigues
Adriano Vasco da Fonseca Rodrigues ComIH (Guarda, Portugal, 4 de maio de 1928 - Porto, 22 de janeiro de 2025) foi um arqueólogo, historiador, etnógrafo e professor português, cuja carreira se dividiu entre a docência, investigação científica e administração pública.
Entre 1965 e 1969, desempenhou funções em Angola como Inspetor Provincial Adjunto da Educação. Nesse período, colaborou com o Instituto de Investigação Científica de Angola, onde realizou escavações arqueológicas, organizou a secção de Arqueologia do Museu de Angola e, em parceria com sua esposa, Maria da Assunção Carqueja Rodrigues, elaborou a primeira Carta da Pré-História de Angola. 
De 1969 a 1974, foi reitor e responsável pela organização do liceu-piloto Garcia de Orta, no Porto, onde implementou a primeira experiência de coeducação em Portugal.
Na esfera política e administrativa, foi deputado independente da Assembleia da República, eleito pelo CDS, no círculo do Porto (1976 - 1982), Governador Civil da Guarda (1982 - 1983) e Diretor-Geral do Ensino Particular e Cooperativo (1983 - 1986). Em 1988, através de concurso internacional, assumiu o cargo de Diretor da Schola Europaea, na Bélgica, organismo da União Europeia, onde permaneceu até se jubilar, em 1996.
A Câmara Municipal do Porto atribuiu-lhe a Medalha de Ouro, em 1994, e o Presidente da República, Dr. Jorge Sampaio, a Comenda da Ordem do Infante D. Henrique, a 8 de junho de 1996.

## Biografia
Nascido a 4 de maio de 1928, na cidade da Guarda, Portugal, destacou-se como arqueólogo, historiador, etnógrafo, educador e político, construindo uma carreira diversificada entre a docência, investigação científica e administração pública.
Iniciou a carreira docente em 1951, após concluir o Curso da Escola do Magistério Primário do Porto, leccionando como professor do ensino primário. Em 1956, licenciou-se em Ciências Históricas e Filosóficas na Universidade de Coimbra, onde também completou o curso de Ciências Pedagógicas. Especializou-se em História da Arte Medieval na Universidade de Santiago de Compostela, onde fez ainda o Curso de Língua e Cultura Espanhola. Posteriormente, foi bolseiro da Fundação Calouste Gulbenkian, na Universidade de Bona, entre 1961 e 1962. 
Leccionou no ensino secundário, primeiro como professor eventual, profissionalizando-se em 1960, após aprovação no Exame de Estado para o Exercício do Magistério Liceal. Entre 1958 e 1962, lecionou também no ensino superior, o curso de Arqueologia Peninsular no Centro de Estudos Humanísticos da Universidade do Porto.
Entre 1965 e 1969, desempenhou funções em Angola como Inspetor Provincial Adjunto da Educação, onde liderou a formação de professores, organizou a secção de Arqueologia do Museu de Angola e, em parceria com sua esposa Maria da Assunção Carqueja Rodrigues, produziu a primeira Carta da Pré-História de Angola.
De 1969 a 1974, foi reitor e organizador do Liceu-Piloto Garcia de Orta, pioneiro em introduzir a coeducação, e supervisionou programas de formação de professores. Posteriormente, ocupou cargos de destaque na administração pública e política, tendo sido deputado independente da Assembleia da República, eleito pelo CDS-PP, no círculo do Porto (1976-1982), Governador Civil da Guarda (1982-1983) e Diretor-Geral do Ensino Particular e Cooperativo (1983-1986).
Em 1988, assumiu, por concurso internacional, o cargo de Diretor da Schola Europaea, na Bélgica, organismo da União Europeia, onde se destacou até sua jubilação em 1996. Durante a Europalia 91, na Bélgica, ministrou um curso sobre História e Cultura Portuguesa no Centro Cultural de Turnhout.
No âmbito universitário, lecionou História Geral da Arte na Universidade Livre do Porto (1978-1982) e na Universidade Portucalense (1986-1989). Em seu retorno à Universidade Portucalense, a partir de 1997, desenvolveu pesquisas e cursos livres nas áreas de Arte Africana, Numismática, História das Religiões e Antiguidades. Regeu também aulas de Arte, na Universidade Sénior da Foz, entre 1999 e 2004.

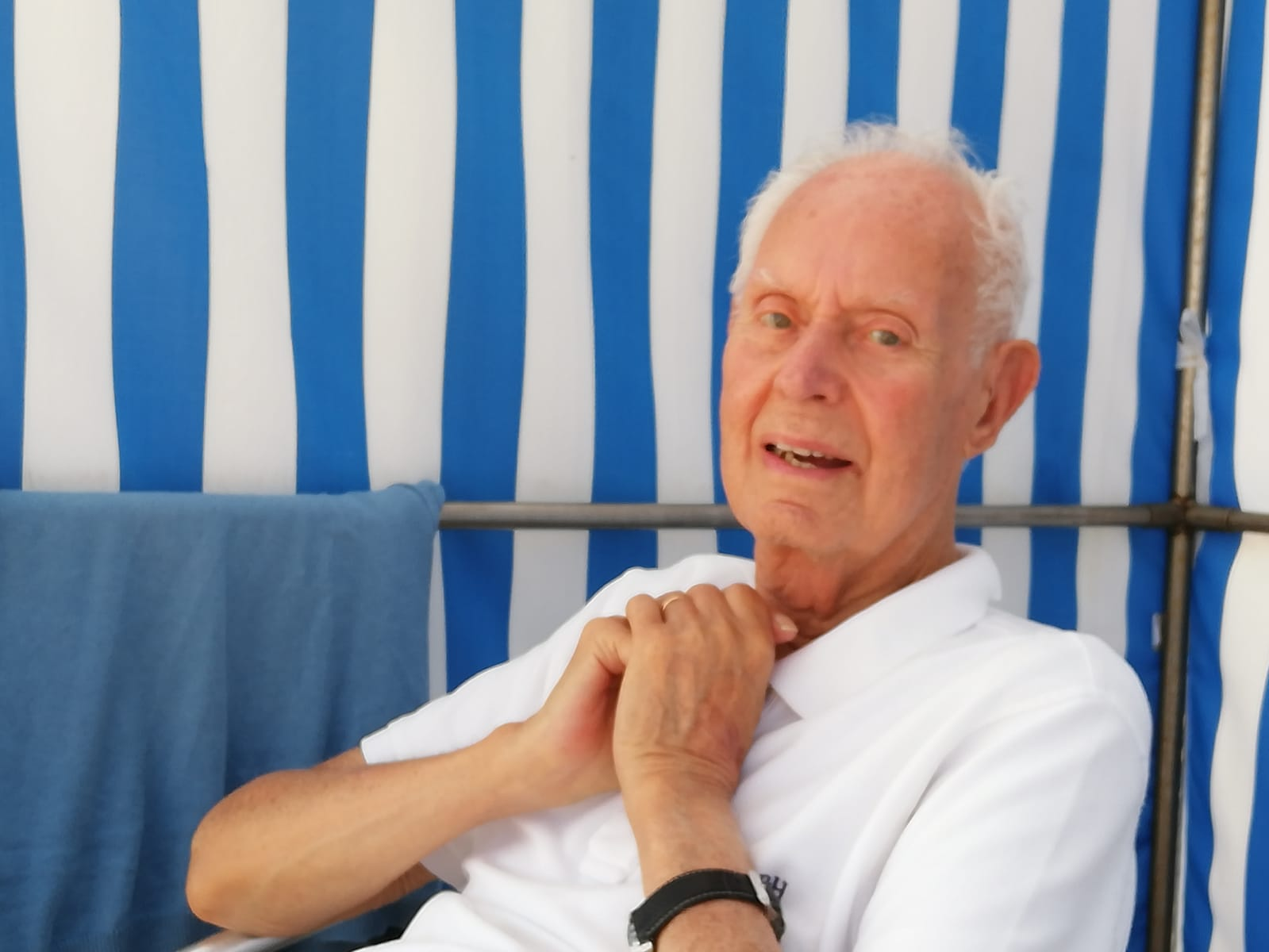

A Câmara Municipal do Porto atribui-lhe a Medalha de Ouro, em 1994, e o Presidente da República, Dr. Jorge Sampaio, a Comenda da Ordem do Infante D. Henrique, a 8 de junho de 1996. Em 2009, foi-lhe prestada uma homenagem na Guarda, onde lhe foi entregue a medalha de mérito, pelo Instituto Politécnico, e a Medalha de Ouro da Cidade, pela Câmara Municipal.
Adriano Vasco Rodrigues faleceu a 22 de janeiro de 2025, no Porto, aos 96 anos.
Publicou diversas obras sobre as suas especialidades, entre elas uma obra de carácter profundamente analítico sobre o antigo povo lusitano intitulada Os Lusitanos, bem como manuais de História da Civilização. 

## Obras
- A Catedral da Guarda na História e na Poesia (1953)
- Prospecções Arqueológicas na Região de Longroiva (1954)
- As Lapidas sepulcrais da Capela-Mor da Sé da Guarda (1956)
- Subsídios Arqueológicos para a História de Celorico da Beira (1956)
- Monografia artística da cidade da Guarda (1957)[9]
- Um caso de usurpação de direitos de autor (1957)
- Arqueologia da Península Hispânica (1960)[9]
- História Geral da Civilização - 2 Vol. - 8 Edições (1962-1975)[9]
- Rectrospectiva Histórica dos Concelhos de Meda, Longroiva e Marialva (1976)
- Celorico da Beira e Linhares: monografia histórica e artística (1979)[9]
- O Despotismo e a Igreja (1983)[9]
- Terras da Meda: Natureza e Cultura (1983)[9]
- Os Lusitanos : mito e realidade (1998)[9]
- Guarda - Pré-História, História e Arte (Monografia) (2001)[9]
- Provérbios de origem sefardita no interior da Beira e em Trás-os-Montes (2004)[9]
- Salvador de Nascimento: Uma Vida - Um Ideal (2005)[9]
- Felgar (colaboração com Maria da Assunção Carqueja Rodrigues) (2006)[10]
- História Breve da Engenharia Civil – Pilar da Civilização Ocidental (Ed. Ordem dos Engenheiros) (2006)[10]
- As terras da Beira nas invasões francesas (2006)[11]
- S. Pantaleão – Padroeiro do Porto, Médico e Mártir (2009)
- De Cabinda ao Namibe - Memórias de Angola (2010)[2]
- Almeida: da pré história aos nossos dias (2010)[9]
- A Fortificação das Fronteiras na estratégia da Expansão Portuguesa (2011)[10]
- De Vale de Ladroens a Valflor: a história e as suas gentes (2013)[10]
- Gente de nação além e aquem do Côa: (Judeus Sefarditas) (colaboração com Maria da Assunção Carqueja Rodrigues)(2013)[10]
- Judeus, judiarias e cristãos-novos na Beira Interior (2014)[10]
- General Claudino Pimentel - Glórias e Agruras (2015)[2]
- 40 anos do poder local, Freguesia da Guarda (2017)[12]